# Danh sách đĩa đơn quán quân Hot 100 năm 1967 (Mỹ)
| Đĩa đơn | Album |
| --- | --- |
| - The Monkees: I’m a Believer - 7 Tuần (31.12.1966 - 11.01.1967) - The Buckinghams: Kind Of A Drag - 2 Tuần (18.02 - 25.02) - The Rolling Stones: Ruby Tuesday - 1 Tuần (4.3) - The Supremes: Love Is Here And Now You're Gone - 1 Tuần (11.3) - The Beatles: Penny Lane - 1 Tuần (18.3) - The Turtles: Happy Together - 3 Tuần (25.3 - 8.3) - Frank & Nancy Sinatra: Somethin’ Stupid - 4 Tuần (15.4 - 6.5) - The Supremes: The Happening - 1 Tuần (13.5) - Young Rascals: Groovin' - 4 Tuần (20.5 - 27.5 và 17.6 - 24.6) - Aretha Franklin: Respect - 2 Tuần (3. Juni - 10. Juni) - Association: Windy - 4 Tuần (1.7 - 22.7) - The Doors: Light My Fire - 3 Tuần (29.7 - 12.8) - The Beatles: All You Need Is Love - 1 Tuần (19.8) - Bobbie Gentry: Ode To Billy Joe - 4 Tuần (26.8 - 16.9) - Box Tops: The Letter - 4 Tuần (23.9 - 14.10) - Lulu: To Sir With Love - 5 Tuần (21.10 - 18.11) - Strawberry Alarm Clock: Incense And Peppermints - 1 Tuần (25.11) - The Monkees: Daydream Believer - 4 Tuần (2.12 - 23.12) - The Beatles: Hello, Goodbye - 3 Tuần (30.12.1967 - 13.01.1968) | - The Monkees - The Monkees - 13 Tuần (12.11 1966 - 10.02 1967) - The Monkees - More Of The Monkees - 18 Tuần (11.02 - 16.6) - Herb Alpert's Tijuana Brass - Sounds Like - 1 Tuần (17.6 - 23.6) - The Monkees - Headquaters - 1 Tuần (24.6 - 30.6) - The Beatles - Sgt. Pepper's Lonely Hearts Club Band - 15 Tuần (1.7 - 13.10) - Bobbie Gentry - Ode To Billie Joe - 2 Tuần (14.10 - 27.10) - The Supremes - Diana Ross And The Supremes Greatest Hits - 5 Tuần (28.10 - 1.12) - The Monkees - Pisces, Aquarius, Capricorn & Jones Ltd. - 5 Tuần (2.12.1967 - 5.01.1968) |